# Animal Politics EU
Animal Politics EU (APEU), anciennement Euro Animal 7, est une alliance politique européenne animaliste et antispéciste européenne fondée en 2014. Elle regroupe onze partis animalistes.
Elle milite pour un statut moral et juridique aux animaux, pour la fin de l'expérimentation animale et de la chasse ou pour la fermeture des fermes à fourrure, par exemple.

## Historique

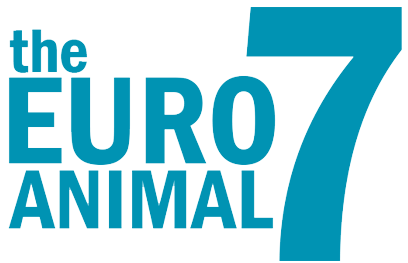
Premier logo de Euro Animal 7.

À sa création pour les élections européennes de 2014 sous le nom Euro Animal 7, sept partis sont membres de la coalition transnationale : le Parti de protection des animaux allemand, le Parti animaliste de Chypre, le Parti animaliste contre la maltraitance animale espagnol, le Parti pour les animaux néerlandais, l'Animal Welfare Party (en) britannique et le Djurens parti (sv) suédois. Deux députés animalistes sont élus au Parlement européen : la Néerlandaise Anja Hazekamp et l'Allemand Stefan Bernhard Eck, qui quitte son parti en 2015. Ils siègent au groupe de la Gauche unitaire européenne/Gauche verte nordique.
Pour les élections de 2019, quatre partis rejoignent Animal Politics EU, lors d'une réunion à La Haye aux Pays-Bas en décembre 2017 : le bilingue DierAnimal de Belgique, Eläinoikeuspuolue (en) de Finlande, le Parti animaliste de France et le Parti animaliste italien,. L'admission du parti britannique est remise en cause par le Brexit. Le 5 avril 2019, les onze partis du groupe présentent leur manifeste, intitulé « Animal Politics EU: May we have your votes, please » (« Animal Politics EU : Pouvons-nous avoir vos votes ? »). Ils annoncent également prévoir l'élection de cinq à sept députés européens.
Après les élections, trois eurodéputés sont élus : le Portugais Francisco Guerreiro, l'Allemand Martin Buschmann et la Néerlandaise Anja Hazekamp. Le premier siège avec les Verts/ALE et les deux derniers avec la GUE/NGL.

## Partis membres
| Nom                                                                                            | Pays        | Représentation au Parlement européen | Représentation nationale |
| ---------------------------------------------------------------------------------------------- | ----------- | ------------------------------------ | ------------------------ |
| Parti de protection des animaux (Mensch Umwelt Tierschutz)                                     | Allemagne   | 1 / 96                               | 0 / 709                  |
| DierAnimal                                                                                     | Belgique    | 0 / 21                               |                          |
| Animal Party Cyprus                                                                            | Chypre      | 0 / 6                                | 0 / 80                   |
| Parti animaliste contre la maltraitance animale (Partido Animalista Contra el Maltrato Animal) | Espagne     | 0 / 59                               | 0 / 350                  |
| Eläinoikeuspuolue (en)                                                                         | Finlande    | 0 / 14                               | 0 / 200                  |
| Parti animaliste                                                                               | France      | 0 / 79                               | 0 / 577                  |
| Parti animaliste italien                                                                       | Italie      | 0 / 76                               | 0 / 630                  |
| Parti pour les animaux (Partij voor de Dieren)                                                 | Pays-Bas    | 1 / 29                               | 6 / 150                  |
| Personnes–Animaux–Nature (Pessoas–Animais–Natureza)                                            | Portugal    | 1 / 21                               | 1 / 230                  |
| Animal Welfare Party (en)                                                                      | Royaume-Uni | 0 / 73                               | 0 / 650                  |
| Djurens parti (sv)                                                                             | Suède       | 0 / 21                               | 0 / 349                  |

## Résultats électoraux

### Élections européennes de 2014
Élus2  /  751
- Allemagne : Stefan Bernhard Eck du Parti de protection des animaux (GUE/NGL)
- Pays-Bas : Anja Hazekamp du Parti pour les animaux (GUE/NGL)

| Année       | Voix    | %    | +/-  | Sièges | +/- | Rang | Groupe  |
| ----------- | ------- | ---- | ---- | ------ | --- | ---- | ------- |
| Allemagne   | 366 598 | 1,20 | 0,10 | 1 / 96 | 1   | 9e   | GUE/NGL |
| Chypre      | 2 288   | 0,88 | Nv.  | 0 / 96 | Nv. | 9e   |         |
| Espagne     | 177 499 | 1,13 | 0,87 | 0 / 54 | 0   | 12e  |         |
| Pays-Bas    | 200 254 | 4,20 | 0,70 | 1 / 26 | 1   | 9e   | GUE/NGL |
| Portugal    | 56 431  | 1,72 | Nv.  | 0 / 21 | Nv. | 7e   |         |
| Royaume-Uni | 21 092  | 0,13 | 0,03 | 0 / 73 | 0   | 23e  |         |
| Suède       | 8 773   | 0,24 | Nv.  | 0 / 20 | Nv. | 12e  |         |

### Élections européennes de 2019
Élus3  /  751
- Allemagne : Martin Buschmann du Parti de protection des animaux (GUE/NGL)
- Pays-Bas : Anja Hazekamp du Parti pour les animaux (GUE/NGL)
- Portugal : Francisco Guerreiro de Personnes–Animaux–Nature (Verts/ALE)

| Année                 | Voix    | %    | +/-  | Sièges | +/- | Rang | Groupe    |
| --------------------- | ------- | ---- | ---- | ------ | --- | ---- | --------- |
| Allemagne             | 541 984 | 1,40 | 0,20 | 1 / 96 | 0   | 10e  | GUE/NGL   |
| Belgique germanophone | 606     | 1,49 | Nv.  | 0 / 1  | Nv. | 7e   |           |
| Chypre                | 2 208   | 0,79 | 0,09 | 0 / 96 | 0   | 9e   |           |
| Espagne               | 294 657 | 1,31 | 0,18 | 0 / 54 | 0   | 10e  |           |
| Finlande              | 42 924  | 0,20 | Nv.  | 0 / 14 | Nv. | 15e  |           |
| France                | 490 074 | 2,16 | Nv.  | 0 / 79 | Nv. | 11e  |           |
| Italie                | 160 270 | 0,60 | Nv.  | 0 / 76 | Nv. | 10e  |           |
| Pays-Bas              | 220 809 | 4,00 | 0,20 | 1 / 29 | 0   | 8e   | GUE/NGL   |
| Portugal              | 167 130 | 5,08 | 3,36 | 1 / 21 | 1   | 6e   | Verts/ALE |
| Royaume-Uni           | 25 232  | 0,20 | 0,07 | 0 / 73 | 0   | 20e  |           |
| Suède                 | 1 475   | 0,08 | 0,16 | 0 / 21 | 0   | 15e  |           |